# 根釧台地

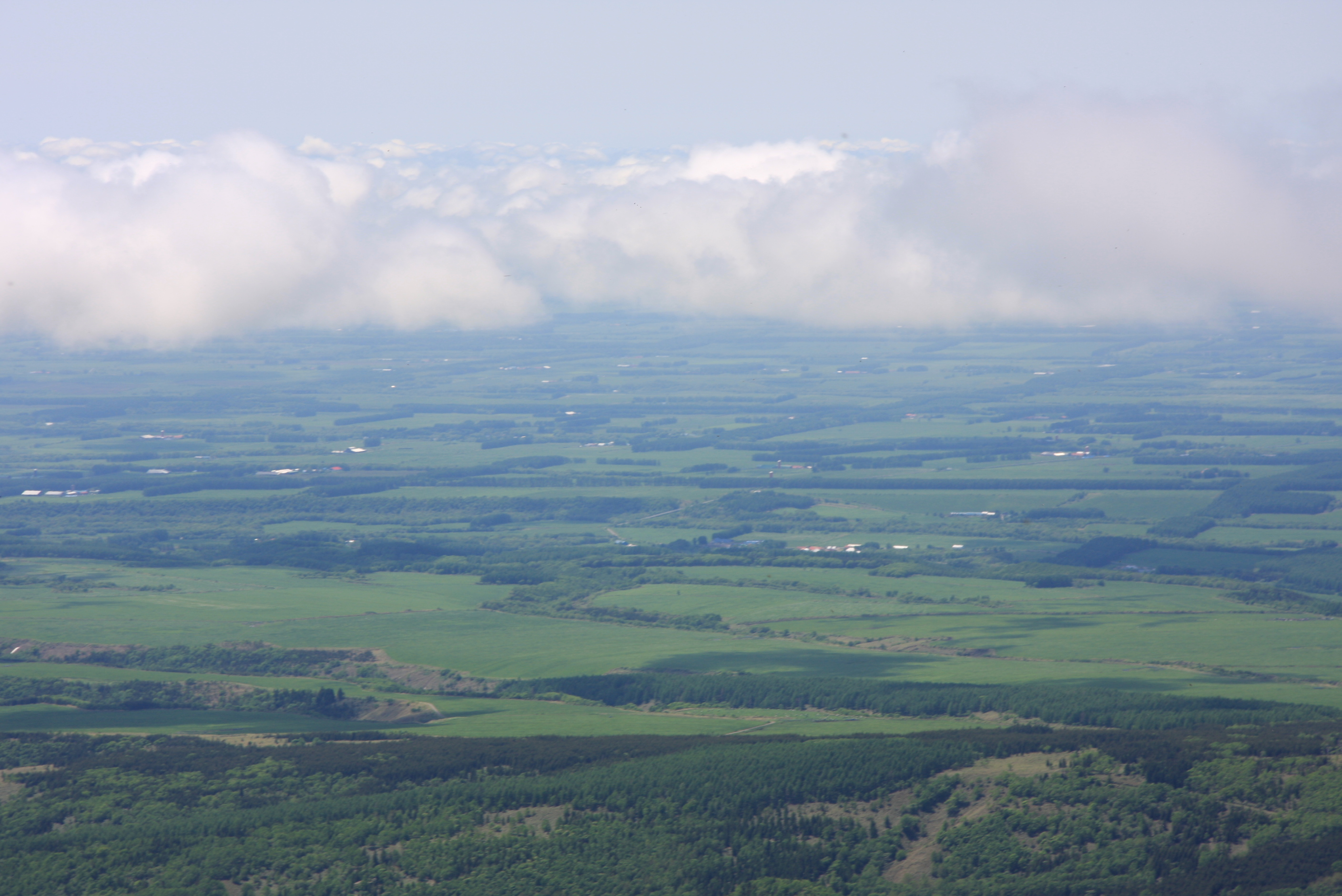
根釧台地與格子狀防風林（武佐岳所攝）

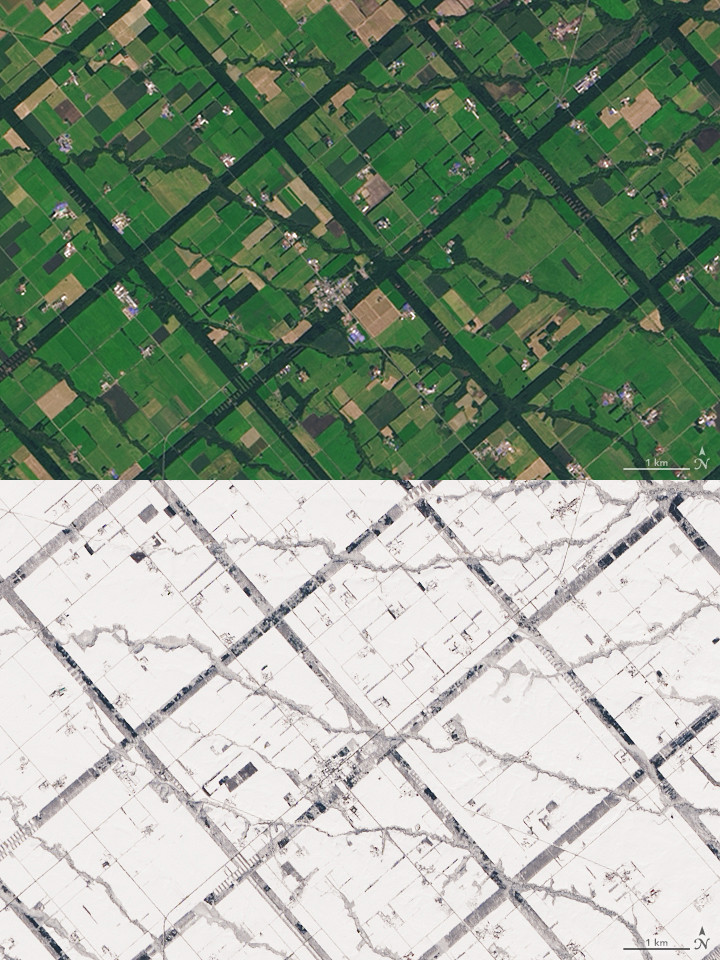
人工衛星所見的格子狀防風林。別海町上春別周邊（上：2019年9月、下：2020年2月攝影）

根釧台地（日语：／）是位於日本北海道根室振興局中南部與釧路綜合振興局東部，由火山灰層覆蓋的台地，因位於根室與釧路之間而得名。標高100～200公尺，面積達5000平方公里（武藏野台地的7倍、秋吉台的38倍），為日本第一。行政區劃分屬野付郡別海町、標津郡中標津町、標津郡標津町。東鄰野付水道，南面太平洋（厚岸灣至濱中灣）。野付半島與野付灣（尾岱沼）位於東北部。根釧台地的格子狀防風林已被選定為北海道遺產。

## 概要
根釧台地是保水性差、貧瘠的火山灰地，加上千島海流帶來的海霧籠罩，氣候寒冷，日照時間短，不適合稻作或旱作，而是以酪農為主體。因此試驗農場及酪農村等大型酪農經營方式十分盛行。別海町的生乳產量位居日本第一。野付灣則以南方長額蝦（日语：／）聞名。
主要交通有南北貫穿此地的北海道旅客鐵道釧網本線。過去，經由中標津町的分岐線標津線曾是著名的觀光路線。
此外，陸上自衛隊最大的演習場矢臼別演習場也在該地。